# Ignazio Angioni
Ignazio Angioni (Cagliari, 17 luglio 1967) è un politico italiano, Senatore della Repubblica italiana dal 2013 al 2018.
Padre cagliaritano, operaio portuale, e madre ussanese, casalinga, è il quinto di sette figli. Sposato, ha frequentato il liceo classico e conseguito la laurea in Giurisprudenza con una tesi sul Referendum Costituzionale.